# 507
507 је била проста година.

## Догађаји
- Цар Анастасије I довршава стратешку тврђаву у Дари (Северна Месопотамија). Он подиже градске зидине на 30 стопа (10 м), занемарујући персијске протесте. Узнемирен нападима Срба и Бугара у Тракији, он гради Анастасијев зид од Црног мора до Пропонтиде, преко уског полуострва у близини Цариграда.
- Битка код Вујеа: Франачка војска под командом Хлодовеха I напада Визиготско краљевство и побеђује краља Аларика II код Поатјеа. Визиготи одбијају да буду поробљени и повлаче се у Септиманију (Јужна Галија). Хлодовеха I припаја Аквитанију и заузима Тулуз.
- Гесалек је наследио свог оца Алариха II на месту краља Визигота. Оснива своју резиденцију у Нарбону и подржава га савез са остроготским краљем Теодорихом Великим.
- Хлодовеха I  диктира Францима Салички закон (Кодекс варварских закона) .
- Херманафрид, краљ Тирингија, жени се Амалабергом. Он почиње своју владавину, коју дели са својом браћом Бадериком и Бертахаром.
- У гробницама Алемана користе се дрвени ковчези и дрвени алати.
- Град Гуилин у Кини је преименован у Гуизхоу.
- Кеитаи постаје 26. цар Јапана.
- Први и мањи од двоје Буда из Бамијана подигнут је у централном Авганистану.
- Мајански олтар са главом бога смрти изграђен је у Копану, Хондурас.